# 1682 w sztukach plastycznych

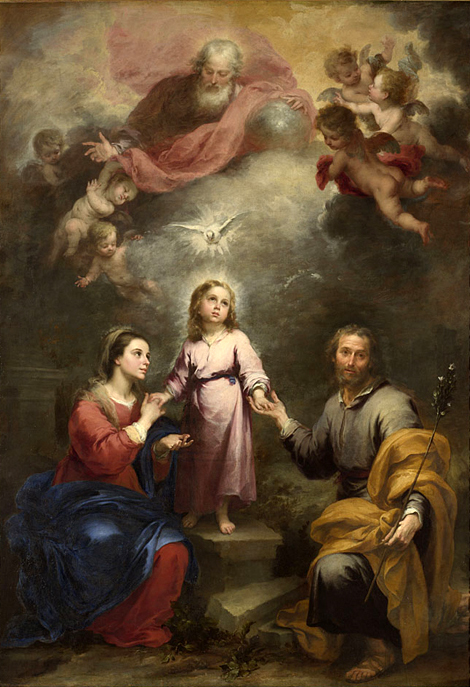
Murillo Dwie Trójce

Wydarzenia w sztukach plastycznych i wizualnych w 1682 roku.

## Malarstwo
- Bartolomé Esteban Murillo

Dwie Trójce (1675-1682) – olej na płótnie, 	293×207 cm
- Andrzej Stech

Portret Heinricha Schwarzwaldta, rajcy gdańskiego – olej na płótnie, 127x93 cm